# Опушки (Озерський міський округ)
Опушки (рос. Опушки) — селище Озерського міського округу, Калінінградської області Росії. Входить до складу Новостроєвського сільського поселення.
Населення —  6 осіб (2015 рік). 

## Населення
| 2002 | 2010 |
| ---- | ---- |
| 17   | ↘6   |